# Faouzi Bensaïdi
Faouzi Bensaïdi (àrab : فوزي بن السعيدي; Meknès, 14 de març de 1967) és un director, guionista i actor marroquí.

## Biografia
Faouzi Bensaidi es va formar com a actor a l'Institut d'Art Dramàtic i Animació Cultural de Rabat i després al Conservatori Nacional d'Art Dramàtic de París el 1995. Després de diverses produccions teatrals, va passar a la direcció de curtmetratges a partir del 1997, destacant La Falaise, que va guanyar 23 premis en festivals. Va coescriure el guió de Loin d'André Téchiné el 1999, després va signar el seu primer llargmetratge Mille mois el 2003.
La pel·lícula Volubilis va ser seleccionada a la secció Dies de Venècia al Festival de Cinema de Venècia 2017.

## Filmografia

### Director
- 1999 : La Falaise (curtmetratge)
- 2000 : Le Mur (curtmetratge)
- 2001 : Trajets (curtmetratge)
- 2003 : Mille mois
- 2006 : WWW. What A Wonderful World
- 2011 : Mort à vendre
- 2017 : Volubilis
- 2022: dies d'estiu[3]
- 2023 : Déserts

### Guionista
Faouzi Bensaïdi és el guionista de totes les seues produccions excepte La Falaise.
- 2001 : Loin d'André Téchiné